# Heinrich Scherk
Heinrich Ferdinand Scherk (Poznań, 27 ottobre 1798 – Brema, 4 ottobre 1885) è stato un matematico tedesco, conosciuto per i suoi lavori sulle superfici minime e sulla distribuzione dei numeri primi.